# Kurt Caesar
Kurt Caesar (* 30. März 1906 in Montigny bei Metz in Elsass-Lothringen als Kurt Kaiser; † 12. Juli 1974 in Bracciano) war ein deutscher Jazz- und Unterhaltungsmusiker, der später in Italien als Comiczeichner erfolgreich war.

## Leben und Wirken
Als Kurt Kaiser besuchte Caesar die Hochschule für Bildende Künste in München und begann seine Karriere als Journalist für die Ullmann Nachrichtenagentur. 1926 gründete er  gemeinsam mit Sigmund „Sid“ Petruschka die Sid Kay’s Fellows, die bald professionell als Tanzorchester, aber auch bei Theateraufführungen und im Spielfilm Die Büchse der Pandora (1928) von G. W. Pabst auftraten. Von 1930 bis 1932 fungierten sie als Hausband im Haus Vaterland, wo sie unter anderem Sidney Bechet begleiteten. 1931 nahmen sie für Tri Ergon Titel wie „Das Mädchen vom Bodensee“ und „Die ganze Welt ist himmelblau“ auf. Ab 1933 konnten die Sid Kay’s Fellows, die aus rassistischen Gründen verfolgt wurden, nur noch als Studioband für das Label Lukraphon arbeiten.
Mitte der 1930er Jahre zog er nach Italien, wo er unter dem italienisierten Namen Curt bzw. Kurt Caesar begann, Comics zu zeichnen, zunächst I due tamburini mit Federico Pedrocchi. Sein Comic Romano il Legionario um eine nationalistische Figur wurde populär und in Il Vittorioso veröffentlicht. Außerdem zeichnete er Aeroporto Z und Will Sparrow für Paperino e altre avventure, die auch international vermarktet wurden.
Während des Zweiten Weltkriegs hielt sich Caesar auch in Marokko, Libyen und Spanien auf; 1941 war er in Afrika als Dolmetscher für Erwin Rommel tätig; es gibt mehr als 90 Zeichnungen von ihm aus dieser Zeit. Zurück in Italien lebte er 1944 in Venegono Superiore in der Provinz Varese, wo er eine führende Rolle bei der Befreiung der Partisanen Angelo Chiesa und Alessio Leggi spielte. Seine Villa wurde mehrfach von lokalen Führern der Resistenza besucht. Kurz nach der Befreiung Italiens wurde er von den Briten gefangen genommen, obwohl sich die Partisanen und die antifaschistischen Parteien für ihn ausgesprochen hatten. 1948 wurde er offiziell als „kämpfender Partisan“ anerkannt.
Dann arbeitete Caesar weiter für Il Vittorioso, bis er 1952 als Titelbildgestalter für das Science-Fiction-Magazin I Romanzi di Urania berufen wurde, für das er bis 1958 etwa 170 Arbeiten realisierte. Danach wechselte er zu anderen populären Heftreihen für denselben Verlag, Arnoldo Mondadori Editore, wie I Gialli und Segretissimo. Er zeichnete auch für die ersten Bände der deutschen Serie Perry Rhodan.

## Lexikalischer Eintrag
- Jürgen Wölfer Jazz in Deutschland. Das Lexikon. Alle Musiker und Plattenfirmen von 1920 bis heute. Hannibal Verlag, St. Höfen 2008; ISBN 978-3-85445-274-4